# How to Train Your Dragon: The Hidden World
How to Train Your Dragon: The Hidden World (prt: Como Treinares o Teu Dragão: O Mundo Secreto; bra: Como Treinar o Seu Dragão 3) é um filme de animação computadorizada estadunidense de 2019, dos gêneros comédia, ação, aventura e fantasia, escrito e dirigido por Dean DeBlois para a DreamWorks Animation, com roteiro baseado na série de livros How to Train Your Dragon, de Cressida Cowell.
É a sequência do filme How to Train Your Dragon 2, formando uma trilogia. Foi indicado ao Óscar e ao Golden Globe de melhor animação.

## Elenco
- Jay Baruchel como Soluço Haddock III: O recém-coroado chefe viking de Berk e o primeiro que inicialmente treinou dragões. Seu dragão e melhor amigo é o Banguela, um Fúria da Noite que se tornou o Dragão Alfa após os eventos do segundo filme. A.J Kane como o Soluço jovem.
- America Ferrera como Astrid Hofferson-Haddock: Uma mulher forte e independente e excelente lutadora. Ela também é a noiva (e posteriormente, esposa) de Soluço e companheira Cavaleira de Dragão. Seu dragão é a Tempestade, uma Nadder Mortal.
- Cate Blanchett como Valka Haddock: Uma ex-salvadora de dragões e a mãe de Soluço, agora vivendo em Berk depois de vinte anos de isolamento.
- Jonah Hill como Melequento Jorgenson: Um dos Cavaleiros de Dragão cujo orgulho e arrogância muitas vezes levam a melhor sobre ele.
- Christopher Mintz-Plasse como Perna-de-Peixe Ingerman: Um dos Cavaleiros de Dragão e um leitor de livros sobre os muitos traços e características da maioria das espécies de dragões.
- Kristen Wiig como Cabeça-Quente Thorston: Uma Cavaleira de Dragão e uma dos gêmeos fraternos briguentos que compartilham um Zipper Arrepiante de duas cabeças. A cabeça que ela dirige é chamada de Bafo.
- Justin Rupple como Cabeça-Dura Thorston: Um Cavaleiro do Dragão e um dos gêmeos fraternos briguentos que compartilham um Zipper Arrepiante de duas cabeças. A cabeça que ele dirige chama-se Arroto.
- Craig Ferguson como Bocão Bonarroto: Um experiente Viking, ferreiro e dentista de dragão.
- Kit Harington como Eret, Filho de Eret: Um ex-caçador de dragões que costumava trabalhar para Drago Sanguebravo, mas agora se juntou aos Cavaleiros de Dragões.
- F. Murray Abraham como Grimmel, o Cruel: Um astuto caçador de dragões que é responsável pela quase extinção dos Fúrias da Noite.
- Gerard Butler como Stoico, o Imenso: O ex-chefe viking de Berk, que também era o pai de Soluço e o marido de Valka. Ele foi morto durante os eventos do segundo filme, mas ele aparece no filme em flashbacks.

David Tennant dá a voz à Ivar, um caçador de dragões que trabalha para os Senhores da Guerra. Tennant também reprisa o seu papel como Gosmento Jorgenson, o pai de Melequento. Julia Emelin, James Sie e Ólafur Darri Ólafsson dublam, respetivamente, Griselda, Chaghatai Khan e Ragnar, os três Senhores da Guerra que trabalham com Grimmel.

## Dublagem brasileira
- Estúdio de dublagem: Delart[7]

## Produção
Existiam dúvidas sobre uma sequência do primeiro filme, mas foi confirmado que 'com certeza, seriam lançadas mais duas sequências, talvez mais, mas pelo menos três' pelo CEO Da DreamWorks Animation, Jeffrey Katzenberg, na época em que apenas o primeiro filme da série havia sido lançado (2010), assim confirmado de que fato um terceiro filme seria produzido no futuro.
Na época em que o segundo filme da série estava sendo roteirizado, em junho de 2011, Dean Deblois, um dos roteiristas da série, disse que 'personagens e situações do segundo filme se tornarão muito mais cruciais no terceiro filme' mais uma vez confirmando que um terceiro filme seria produzido pela Dreamworks depois do lançamento do segundo
Em uma entrevista feita de 2012, Dean Deblois afirmou que o terceiro filme seria lançado em 2016. Em agosto de 2012, A autora original dos livros que inspiraram a série de filmes, Cressida Cowell, afirmou que a 'trilogia de filmes e os livros teriam finais semelhantes, explicando o por que do sumiço dos dragões' fazendo uma alusão a o fato de que a série seria uma trilogia, algo já confirmado anteriormente.
Em setembro de 2012, a 20th Century Fox anunciou que o terceiro filme seria lançado no dia 18 de junho de 2016, mas mudou para 17 de junho, um dia antes, pouco tempo depois. Em 2014, a data de lançamento foi adiada para 2017. O motivo foi que 'os filmes demoravam cerca de três anos para produzir' e mais de acordo com Dean Deblois. em janeiro de 2015, a data de lançamento foi movida para 29 de junho de 2017, e finalmente movida para 17 de janeiro de 2019.

### Música
John Powell, que compôs os dois filmes anteriores, voltou a compor a trilha sonora do filme. Além disso, os colaboradores de Powell, Batu Sener, Anthony Willis e Paul Mounsey, são creditados como compositores adicionais. Também retornando dos filmes anteriores, Jónsi escreveu uma nova música para o filme, intitulada "Together From Afar", lançada como single em 31 de janeiro de 2019. Jónsi também forneceu os vocais para uma faixa intitulada "The Hidden World".
| N.º | Título                                               | Duração |  |
| 1.  | "Raiders Return to Busy, Busy Berk"                  | 5:26    |  |
| 2.  | "Dinner Talk / Grimmel's Introduction"               | 3:53    |  |
| 3.  | "Legend Has It / Cliffside Playtime"                 | 4:21    |  |
| 4.  | "Toothless: Smitten"                                 | 3:15    |  |
| 5.  | "Worst Pep Talk Ever"                                | 2:40    |  |
| 6.  | "Night Fury Killer"                                  | 3:35    |  |
| 7.  | "Exodus!"                                            | 4:38    |  |
| 8.  | "Third Date"                                         | 6:48    |  |
| 9.  | "New 'New Tail'"                                     | 1:28    |  |
| 10. | "Furies in Love"                                     | 3.03    |  |
| 11. | "Killer Dragons"                                     | 5:04    |  |
| 12. | "With Love Comes a Great Waterfall"                  | 2:08    |  |
| 13. | "The Hidden World" (participação especial de Jónsi)  | 5:16    |  |
| 14. | "Armada Battle"                                      | 8:40    |  |
| 15. | "As Long As He's Safe"                               | 6:29    |  |
| 16. | "Once There Were Dragons"                            | 5:45    |  |
| 17. | "Together From Afar" (Escrito e realizado por Jónsi) | 3:17    |  |

| Bonus Track |                          |            |         |  |
| N.º         | Título                   | Artista(s) | Duração |  |
| 18.         | "The Hidden World Suite" |            | 6:40    |  |

## Bilheteria
O filme estreou no Brasil no dia 17 de janeiro e nos Estados Unidos no dia 22 de fevereiro. Arrecadou US$ 55 milhões no primeiro final de semana nos EUA, ultrapassando o segundo filme que registrou US$ 49,4 milhões em 2014. Na bilheteria doméstica total o filme registrou US$ 160,799,505 milhões, e US$ 364,888,198 milhões na bilheteria internacional. No total o filme arrecadou US$ 525,687,703 milhões mundialmente ficando abaixo do segundo filme da franquia  How to Train Your Dragon 2(US$ 621 milhões) e acima do primeiro How to Train Your Dragon (US$ 494 milhões).
Foi também a 4° animação de maior bilheteria de 2019, atrás de Frozen 2 (US$ 1,450 bilhão), Toy Story 4 (US$ 1,073 bilhão) e o filme chinês  Ne Zha (US$ 726 milhões).
A trilogia arrecadou ao todo US$ 1,642 bilhão de dólares, sendo a 4ª franquia de maior bilheteria da DreamWorks atrás de Shrek (série) (US$ 3,537 bilhões), Madagascar (franquia) (US$ 1,892 bilhão), Kung Fu Panda (US$ 1,817 bilhão). É a 11ª franquia animada de maior bilheteria do cinema.

## Recepção
O terceiro filme da trilogia assim como seus antecessores também foi muito bem recebido pelos críticos, sendo elogiado pela sua animação, trilha sonora, e o desfecho da trilogia. No site agregador de resenhas Rotten Tomatoes o filme possui uma porcentagem de 90% baseado em 252 avaliações de críticos profissionais. O consenso dos críticos foi: "O raro capitão da trilogia que realmente funciona, How to Train Your Dragon: The Hidden World, traz sua saga a uma conclusão visualmente deslumbrante e emocionalmente afetante".
No Metacritic o filme possui uma nota de 71/100 indicando críticas "geralmente favoráveis" baseado em 44 avaliações de críticos profissionais.